# Type Standard STIB
Le type Standard est un modèle d'automotrice électrique pour tramway de la Société des transports intercommunaux de Bruxelles (STIB) utilisé sur le tramway de Bruxelles.

## Histoire
Ces motrices étaient prévues pour tirer une remorque, et en particulier le conducteur de la motrice disposait des commandes nécessaires pour ouvrir, et si nécessaire fermer, non seulement les portes avant et arrière de la motrice mais aussi celles de la remorque. La porte arrière de la motrice et les deux portes de la remorque pouvaient aussi être actionnées par leur receveur respectif. En effet, à l'époque, le service « 1 agent » n'existait pas encore et tant la motrice que la remorque avaient un receveur chargé de percevoir le prix des billets. Le freinage était aussi assuré à la fois par la motrice et l'éventuelle remorque grâce à un frein Westinghouse commandé par un robinet à la main droite du conducteur. Le compresseur se mettait en  marche automatiquement (avec un grand tac-tac-tac) lorsque la pression dans la conduite principale devenait insuffisante.
À la main gauche du conducteur se trouvait une manivelle actionnant la mise hors circuit des résistances successives et le basculement série/parallèle des moteurs.
Au début de leur histoire, la moitié avant de ces motrices (avec entrée par l'avant) représentait la première classe et la moitié arrière (entrée par l'arrière) ainsi que la remorque la deuxième classe, avec un tarif différent. Plus tard, ces classes furent abolies et l'entrée dans la motrice se fit par l'arrière (en passant devant le receveur) et la sortie par l'avant.
À partir de 1963, les remorques, dont la carrosserie était entièrement en bois, ont été détruites par le feu tandis que les motrices ont été peu à peu transformées deux par deux avec entre elles une courte caisse ballottante pour réaliser les automotrices type 4000 (1963).

## Caractéristiques
- Type : automotrice électrique ;
- Nombre construit : 685 ;
- Caisse : 1 ;
- Conduite : unidirectionnelle ;
- Essieux : 2 essieux fixes.

## Matériel préservé
| Illustration | Entité | Numéro | Remarques               |
| ------------ | ------ | ------ | ----------------------- |
|              | MTUB   | 1002   | État « fin de service » |
|              | MTUB   | 1064   | État « fin de service » |
|              | MTUB   | 1259   | État d'origine          |
|              | MTUB   | 1376   | État « fin de service » |